# 앤젤리카 힉스
앤젤리카 마르게리타 에드위나 힉스(영어: Angelica Margherita Edwina Hicks, 1992년 9월 16일 ~ )는 영국의 패션 일러스트레이터이자 인터넷 유명인사이다. 2017년, 그녀는 패션 일러스트레이션 책 텅 인 시크(Tongue in Chic)를 출간했다. 제1대 마운트배튼오브버마 백작 루이 마운트배튼의 증손녀로서, 그녀는 영국 왕실의 친척이며 영국 왕위 계승 서열에 포함되어 있다.